# Hell Yes (EP Beck)
Hell Yes (noto anche come Ghettochip Malfunction o GameBoy Variations) è un EP del cantautore statunitense Beck, pubblicato nel 2005.
Esso contiene alcuni remix di brani poi pubblicati nel suo successivo album Guero.

## Tracce
1. Ghettochip Malfunction - Hell Yes (remix 8-Bit)
2. Gameboy/Homeboy - Qué Onda Guero (remixed 8-Bit)
3. Bad Cartridge - E-Pro (remix di Paza Rahm, conosciuto come Paza)
4. Bit Rate Variations in B Flat - Girl (remix di Paza Rahm)